# کوه پارکو
کوه پارکو (به اسپانیایی: Parqu) یک کوه در پرو است که در Peru, Lima Region واقع شده‌است. کوه پارکو ۴٬۸۰۰ متر بالاتر از سطح دریا واقع شده‌است.